# Parque eólico Alegria
O Parque eólico Alegria é um complexo de parques eólicos de propriedade da Multiner, localizado na cidade de Guamaré, no estado do Rio Grande do Norte. O complexo se refere aos parques Alegria I e Alegria II.
Alegria I foi inaugurado em 24 de fevereiro de 2011 com capacidade de geração de  51,15 megawatt (MW). Já Alegria ll está em construção e deve ter o dobro do tamanho do primeiro. Juntas, quando a segunda parte entrar em operação, as duas plantas irão formar o maior parque eólico da América Latina, com capacidade de geração de 151,8 megawatt (MW).